# The Deejays
Deejays var en brittisk popgrupp bildad 1962 i London. Medlemmar var från början Johnny Vallons (sång), Pete Chapman (gitarr), Buzz Nelson (bas), samt Derek Skinner (trummor). Både Vallons och Skinner hann lämna gruppen före 1964. Vallons återvände till England, Skinner började spela med The Spotnicks och har blivit kvar i Sverige. De ersattes av John Murray (sång) och Erle Morgan (trummor). Den här gruppen satsade helt på en karriär i Sverige och blev heller inte särskilt känd någon annanstans. 
Deejays slog igenom 1965 med "Long Tall Shorty" (tvåa på Tio i Topp-listan), och hade samma år även "Blackeyed Woman" som tia. Andra framgångsrika låtar var "Dum Dum", som var Drafi Deutschers "Marble Breaks And Iron Bends" med annan titel, etta på Tio i Topp 1966; "Zip-A-Dee-Doo-Dah", sjua på Tio i Topp 1966 samt "Bombom", åtta på Tio i Topp och "Baby Talk", ännu en etta på Tio i Topp (1967).
Clive Sands (Robin Sarstedt) ersatte John Murray på sång 1966. Deejays upplöstes 1968. Trummisen Erle Morgan bosatte sig för gott i Sverige,[källa behövs] och bor fortfarande (2021) i Sollentuna.